# Savage Arms
A Savage Arms é uma fabricante de armas de fogo Norte americana com sede em Westfield, Massachusetts, com operações também no Canadá.
A Savage produz uma variedade de rifles tanto para cartuchos de fogo circular quanto para cartuchos de fogo central, bem como rifles e espingardas de tiro único sob a marca "Stevens". A empresa é mais conhecida pelo rifle por ação de alavanca, Model 99, que não está mais em produção, e pelo cartucho .300 Savage. A Savage foi uma subsidiária da Vista Outdoor até 2019 quando foi desmembrada.

## História

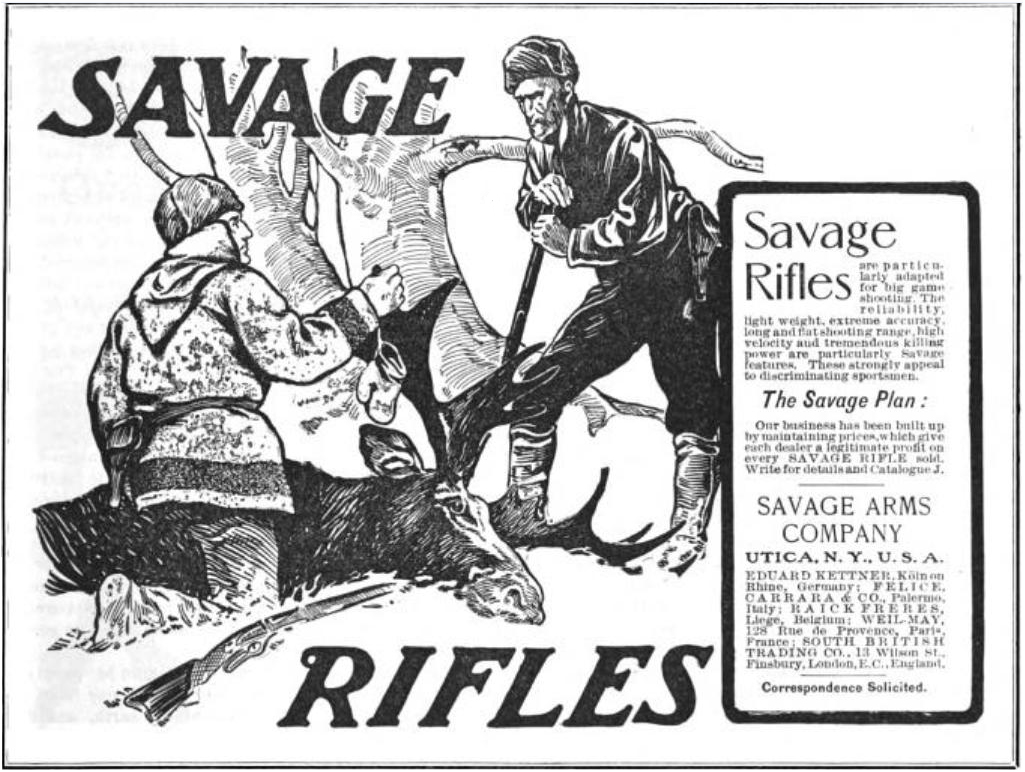
Savage Arms Company - Utica, Nova York - 1904

Arthur Savage fundou Savage Arms em 1894, em Utica, Nova York. Dali a 20 anos, eles estavam produzindo rifles, revólveres e munições. A Savage introduziu o primeiro rifle por ação de alavanca sem cão, o Model 1895, derivado do "Model 1892" de Arthur Savage, que ele havia projetado, para a Colt em uma tentativa fracassada de vencer a concorrência para um contrato para fornecer o rifle padrão do Exército dos EUA o qual, acabou sendo conquistado pelo projeto Krag-Jørgensen. O Model 1895 ganhou um contrato da Guarda Nacional de Nova York, mas o contrato foi cancelado devido à controvérsias políticas. O Model 1895 sofreu melhorias e se tornou o ainda mais bem sucedido Model 1899, mais tarde renomeado Model 99, que permaneceu em produção até 1998.
A Savage foi uma das seis empresas a participar dos testes do Exército dos EUA para uma pistola semi-automática de calibre .45, e nomeada uma das duas finalistas antes de perder para o projeto da Colt, que se tornaria a pistola M1911. A Savage comercializou uma série de pistolas de bolso de calibre .32 e .380, os Modelos 1907, 1915 e 1917 com base nas mesmas patentes que seu protótipo de calibre .45. A Savage fundiu-se com a Driggs-Seabury Ordnance Company durante a Primeira Guerra Mundial e produziu as metralhadoras Lewis na planta anterior da Driggs-Seabury localizada em Sharon, Pensilvânia. A Savage também produziu mosquetes Model 1899 para a "Montreal Home Guard" durante a Primeira Guerra Mundial.
O logo com da cabeça de um Índio, advém do fato de que em 1919, o Chefe Lame Deer aproximou Arthur para comprar rifles por ação de alavanca para a reserva indígena e os dois fecharam um acordo. A tribo receberia rifles com desconto e a Savage receberia seu apoio e endosso. Foi nessa época na história da empresa, que Arthur Savage adicionou o logotipo da cabeça indígena - um presente direto do Chefe - para ser usado no nome da empresa.
Em 1920, a Savage comprou Stevens Arms. Em 1939, a Savage introduziu a arma combinada Model 24 (uma configuração incomum nos EUA), que vendeu mais de um milhão de cópias a partir de 1983. A Savage foi um dos poucos fabricantes americanos de espingardas de canos duplos acessíveis, incluindo a "Fox Model B" e a "Model 311", e produziu rifles e espingardas sob marcas da casa para grandes cadeias de lojas.
Em julho de 1921, uma hipoteca que assegurava cinco notas promissórias, cada uma de US$ 21.416,00 foi registrada no escritório do condado de Clerk em Utica que mostrava que a Savage Arms Corporation tinha comprado um "número de edifícios erigidos pelo governo" durante a Primeira Guerra Mundial com a finalidade de aumentar a produção de metralhadoras Lewis na fábrica. Os edifícios incluíam duas grandes estruturas de tijolos de quatro andares, cinco grandes galpões de armazenamento e um prédio de escritórios, um edifício de moagem de cimento, um prédio de armazenamento de aço, uma extensão de usina de energia, uma galeria de tiro e um tanque de aço com capacidade de 100.000 galões. As notas eram devidas em 1927.

## Segunda Guerra Mundial
Durante a Segunda Guerra Mundial, a Savage voltou-se novamente para a produção militar, fazendo munição pesada. a Savage fez a maioria das submetralhadoras Thompson usadas na Segunda Guerra Mundial. A Savage também produziu o rifle por ação de ferrolho britânico No. 4 Lee-Enfield; embora marcado "PROPRIEDADE DOS EUA", estes rifles nunca foram utilizados pelos militares dos EUA e foram enviados para a Grã-Bretanha sob o programa Lend-Lease. Como a madeira de qualidade foi destinada à produção de armas militares, Savage produziu algumas armas modelo 24 .22/.410 e modelos 94 combinadas com coronhas moldadas a partir de um termoplástico chamado "Tenite". Após a guerra, produziu o primeiro cortador de grama motorizado.

### Pós-guerra
Entre as décadas de 1960 e 1980, a empresa teve uma variedade de proprietários. a Savage eventualmente encontrou problemas financeiros em 1988 e entrou com pedido de proteção contra falência. A produção foi então reduzida para o rifle modelo básico 110 por ação de ferrolho, e o modelo 69N 12ga de espingarda tática por ação de bombeamento (que é agora uma arma de fogo de colecionadores com preço médio de US$ 20.000,00).

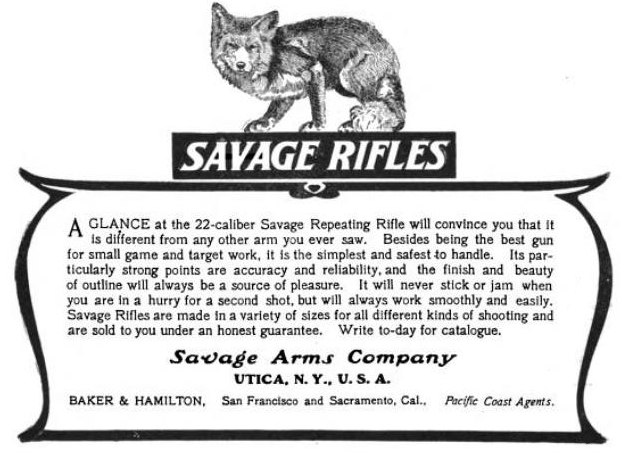
Savage Arms Company - Rifles - Utica, New York - 1904

Uma virada começou em 1995 com a companhia que retorna para posse privada, liderada por Ronald Coburn, anteriormente da Smith & Wesson.

### Século 21
Em 2002, a empresa começou a vender um gatilho instalado, seguro, ajustável pelo usuário, chamado AccuTrigger.
A AccuStock, uma coronha de alumínio com "trilhos" e encaixes para acomodar melhor o mecanismo de ação e aumentar ainda mais a estabilidade e precisão no momento do disparo, foi introduzida pela Savage em 2009. Esta nova tecnologia foi disponibilizada, a partir de então, em vários de seus modelos.
Em 2003, a Shooting Industry Academy of Excellence premiou Savage como o Fabricante do Ano.
TO Savage 93R17 BTVS foi premiado com o "Melhor Rifle Novo " na "Melhor do Melhor" apresentação por Shooting Times, Sporting Gun e Shooting Gazette revistas 15 de maio de 2007 na E. J. Churchill Shooting School na U.K.
Ron Coburn, então presidente e CEO da Savage Sports Corporation, foi homenageado pela SHOT Business Magazine e Time4Media outdoor media group como "Homem do Ano de 2007". Em 05 de fevereiro de 2013, Coburn anunciou que ele estava deixando o cargo depois de um mandato de 25 anos como presidente e CEO da Savage Sports Corporation. Em 6 de fevereiro de 2013, a Savage Sports anunciou a nomeação de Ron Johnson como seu novo CEO. Johnson recentemente serviu como Presidente do Sporting Group dentro da Alliant Techsystems ("ATK"). O ATK's Sporting Group comercializa acessórios para armas de fogo e munições sob marcas que incluem Weaver Optics, Federal Premium, Speer Ammo e Blazer. A ATK anunciou a compra da Savage por $315 milhões em 13 de maio de 2013. Com a compra, Johnson permaneceu com a Bowtech, que não fazia parte da venda, e Al Kasper assumiu a posse como CEO.
Em julho de 2018, a Vista Outdoor estava tentando vender a Savage Arms como parte de uma reestruturação maior. A Vista Outdoor declarou que expandir as ofertas da Savage para incluir armas curtas era muito caro. Em 2018, as vendas da Savage Arms representavam apenas 7% do negócio geral da Vista Outdoor.
Em maio de 2018, a Savage Arms tinha 367 trabalhadores em sua fábrica em Westfield, Massachusetts.
Em 9 de julho de 2019, a Vista Outdoor concluiu a venda da Savage Arms e da Stevens Arms por US $ 170 milhões para um grupo de investidores liderado pela gestão da Savage. A Vista recebeu receita bruta imediata de US$ 158 milhões e uma nota promissória de cinco anos de US$ 12 milhões. A Vista declarou que usará esse dinheiro, após pagar os impostos associados, para reduzir sua dívida.

## Exportações canadenses
De acordo com funcionários da empresa, a divisão canadense da Savage Arms exporta 97% de seus rifles, principalmente para os EUA, a partir de 1997.

## Tipos de armas

### Produtos

#### Espingardas
- Field
- Model 212 Slug Gun
- Model 220 Slug Gun
- Security Pistol Grip, c/Ghost Ring Sights
- Security w/Rifle Sights
- Stevens M320 Shotguns
- Stevens M520 Shotguns
- Model 69N Tactical riot shotgun

#### Rifles de fogo circular
- Model 64
- Model MK II .22 e .17
- Model 25
- Model 93 .22 WMR
- Model 93R17 .17 HMR
- Rascal .22 LR (Target, Target XP, FV-SR, Gator Camo com coronhas sintéticas de várias cores e "Hardwood")[16]

#### Rifles por ação de ferrolho
- Axis (antigamente 'Edge')
- Model 10
- Model 10 Carabina de Precisão[17]
- Model 10FCM Scout Rifle
- Model 10FP
- Model 110
- Model 110FP
- Model 11
- Model 111
- Model 11/111 Trophy Hunter XP
- Model 12
- Model 112
- Model 14
- Model 114
- Weather Warrior Model 16
- Weather Warrior Model 116
- Model 14/114 American Classic

#### Outros
- Armas combinadas - Model 24 O/U
- Armas de antecarga
- Stevens (rifles de tiro único)
  - Model 40 tiro único e ação basculante. Pistola AKA Pocket , Rifle Varmit , Pistola Bicycle

### Produtos descontinuados
Uma vez que a Savage é uma das empresas americanas de armas mais antigas que ainda estão em produção comercial, seria exaustivo listar o número de modelos que já não estavam em produção fabricados pela Savage sob seu próprio nome e sob nomes comerciais para lojas de varejo. Os mais notáveis e ainda em ampla utilização hoje incluem:
- Rifles
  - Model 99 (ação de alavanca) oferecido em .250-3000 Savage, .300 Savage e outros calibres.
  - Model 340 (ação de ferrolho) oferecido em .30-30 e .222 Remington.
- Espingardas
  - Model 30
    - Series A,B,C,D,E,& F

  - Model 58
    - Proof Tested 20 Gauge 2 3/4 Inch Chamber
    - "Slug Gun" que poderia disparar tiro normal para esquilo, etc & lemas para veados.

  - Model 94
  - Model 311A (Stevens Arms)
  - Model 720
  - Model 745
- Pistolas
  - Pistolas Savage pocket , modelos 1907, 1915, e 1917 (em .32 e .380)
- Submetralhadora
  - Submetralhadora Thompson  M1928, M1928A1, M1, e M1A1
- Metralhadoras leves
  - M1917 Lewis gun
    - .30-06 Springfield - 2.500 fabricados[18]
    - .303 British - 1.050 fabricados[18]